# Лекарската къща
Къщата на Иван Лекарски, известна още като Лекарската къща, е възрожденска къща в гр. Кюстендил.

## Местоположение, история и архитектурни особености
Лекарската къща се намира на ул. „Ген. Крум Лекарски“ № 13, в центъра на гр. Кюстендил, южно от църквата „Успение Богородично“.
Построена е през 50-те години на XIX век от кюстендилския лекар Иван Лекарски (1812 – 1878) във възрожденския квартал Градец (Варош).
Къщата има камено приземие с двукрила външна врата и етаж със силно издадени еркери над входа. Салонът в приземния етаж е настлан с каменни плочи като покрит двор и има разпределителни функции. Около него са разположени кухнята, дневна със стилна печка и голяма стая с дрешник. Горният етаж повтаря плановата композиция на приземието – голям салон с кьошк и три функционално свързани стаи около него. Дървеният таван над кьошка е с геометрична композиция елипса. Централният мотив от украсата на тавана представлява елипсовиден поднос с южни плодове. Таванът на източната стая е решен на 2 нива с преход холкел. Осмоъгълната му плоскост е украсена с декоративна спирала, а централният мотив е венец от дъбови листа. Югозападната стая е най-богата в декоративно отношение. Осмоъгълната плоскост на тавана е решена със стилизирани листа на квадрати. Ъглите му са украсени с масивна резба, в два от тях е изобразен руският герб. Централният мотив е изпълнен с кръг от слънчогледи и спираловиден орнамент. Пластичните мотиви на декоративната украса по таваните са стилизирани лекарствени растения от практиката на градския лекар през Възраждането.
През 1864 – 1865 г. в къщата живеят видните учителки баба Неделя Петкова и Станислава Караиванова. През 1878 – 1881 г. тук живеят руски офицери от Временното руско управление. В нея е оказвано гостоприемство на Константин Иречек, Николай Павлович и др.
Къщата е Паметник на културата от местно значение. Собственост е на Община Кюстендил. Функционира като ресторант с лятна градина.